# Benkal, Devadurga
Benkal là một làng thuộc tehsil Devadurga, huyện Raichur, bang Karnataka, Ấn Độ.